# Río Albarregas (España)
El río Albarregas, también llamado arroyo de la Albarrega, es un río del oeste de la península ibérica perteneciente a la cuenca hidrográfica del Guadiana, que en un corto tramo de su curso final atraviesa la ciudad de Mérida (España). 

## Curso
Nace en la Sierra Bermeja y Cornalvo, en el parque natural de Cornalvo. Discurre por la localidad de Trujillanos, yendo a desembocar en la margen derecha del río Guadiana, en el casco urbano de Mérida.
El río debe su nombre al paso continuo de civilizaciones por el suelo de la península ibérica. Los romanos lo llamaron Fluminus Barraeca y los musulmanes transformaron la palabra con su prefijo Al, dando origen a su nombre tal y como hoy se conoce. A su paso por Mérida, el río es atravesado por dos importantes obras de ingeniería de la Antigua Roma, el Acueducto de los Milagros y un puente romano.

## Embalses
- Embalse de Cornalvo